# بازه عاشقان
بازه عاشقان (رشتخوار)، روستایی از توابع بخش مرکزی شهرستان رشتخوار در استان خراسان رضوی ایران است.

## جمعیت
این روستا در دهستان رشتخوار قرار دارد و براساس سرشماری مرکز آمار ایران در سال ۱۳۸۵، جمعیت آن ۳۶۹ نفر (۸۲خانوار) بوده‌است.
که الان کمتر از ۳۰خانوار زندگی میکنند